# 鄭益昕
鄭益昕（1995年5月6日—），是中國女子排球運動員，身高1米87，司職副攻、接应，亦為中國國家女子排球隊成員。曾效力於福建安溪铁观音女排。现效力于广东恒大女排。

## 運動生涯

### 国家队经历
鄭益昕能打副攻和接應兩個位置，2012年入選中國國青隊，在當年的亞青賽擔任主力副攻，幫助球隊奪冠。身高有限，有一傳技術的鄭益昕在2013年全運會後轉戰沙排，成為中國國家女子沙排隊的隊員，但之後轉回室內排球。2015年，首次入選國家隊。

### 俱乐部
- 2014-2019賽季

在中國女子排球聯賽（現稱排超或CVL），效力福建安溪铁观音。
- 2019／2020賽季

于中國女子排球聯賽效力廣東恆大。
- 二次转会

另外，按着中國女子排球聯賽淘汰赛期间的“二次转会”规则，郑益昕曾短暂效力北京汽車（2017年），浙江嘉善西塘古鎮（2018年），和天津渤海銀行（2019年）。
- 2019／2020賽季

因为2019/2020中國女子排球聯賽赛季为方便国家队备战奥运缩短，郑益昕于2月至3月短暂加入泰国女排联赛，效力于钻石食品队。

## 獎項

### 國家隊
- 2016年女排亞洲盃： - 金牌
- 2017年女排大冠軍盃： - 金牌
- 2019年世界盃女子排球賽： - 金牌